# Der var engang (film fra 1907)
 For alternative betydninger, se Der var engang. (Se også artikler, som begynder med Der var engang)
Der var engang er en dansk stumfilm fra 1907 produceret af Nordisk Films Kompagni instrueret af Viggo Larsen og Gustav Lund.
Filmen er delvist bevaret; start og lidt af slutning mangler. 

## Handling
Filmen er en filmatisering af Holger Drachmanns skuespil af samme navn fra 1885, der er løst baseret på H.C. Andersens eventyr Svinedrengen.
Prinsessen af Illyrien afviser alle bejlere, men begynder pludselig at interessere sig for en tater, der driver omkring i nærheden af slottet. Det er ingen ringere end prinsen af Danmark og hans ven, Kasper Røghat. Prinsen lokker med sit magiske legetøj, skralde og kobberkeddel, prisen er kys og en nat i prinsessens kammer. Kasper Røghat sørger for, at kongen får besked om 'affæren', og prinsessen smides på porten, så hun må slå sig ned i Danmark sammen med prinsen som fattig pottemagerske. Ender eventyret mon lykkeligt?

## Medvirkende
- Viggo Larsen, Prinsen
- Gustav Lund, Kasper Røghat
- Robert Storm Petersen, Kongen
- Agnes Nørlund, Prinsessen
- Gerda Jensen
- Clara Nebelong